# 넥슨 카트라이더 리그 배틀 로얄

카트라이더 리그 배틀 로얄 공식 로고

넥슨 카트라이더 리그 BATTLE ROYAL은 두 번째 SPO TV 게임즈 카트라이더 리그이며 기존 온게임넷에서 열렸던 리그를 포함하면 19번째 카트라이더 리그이다.

## 기간

### 예선

#### 1차예선
- 일정 : 2014년 8월 7일 ~ 2014년 8월 20일
- 방식 : 스피드 팀전 그랑프리 (속도 빠름)

#### 2차예선
- 온라인 신청: 2014년 8월 7일 ~ 2014년 8월 21일
- 일정 : 2014년 8월 30일 (스피드) ~ 2014년 8월 31일 (아이템)
- 장소 : 신도림 TG e스타디움
- 방식 : 스피드 개인전 (속도 매우 빠름), 아이템 개인전 (속도 가장 빠름)

### 본선
- 리그일정 : 2014년 9월 27일 ~ 2014년 11월 29일
- 방송시간 : 매주 토요일 오후 7시
- 장소 : 강남 넥슨 아레나

## 특이사항
- 리그기간이 기존 8주에서 10주로 증가
- 기존의 8강 토너먼트에서 8강 조별리그 - 4강 토너먼트로 변경
- KSF(코리아 스피드 페스티벌)의 4팀과 슈퍼레이스의 4팀을 각각 A,B조로 하여 조별풀리그 예선을 진행. 각 조 1, 2위는 4강 진출
- 조별 풀리그 예선에서 기본 각 팀별로 기본 시드머니 300만원을 주고, 1승을 하면 상대팀의 시드머니 100만원을 빼앗아 온다.(패배 시 상대팀에게 100만원을 빼앗긴다.)
- 연예인 감독의 등장(CJ 레이싱의 이화선, 록타이트-HK의 한민관, 유베이스-알스타즈의 이동훈 팀장 등)
- 류지혜 매니저의 2시즌 연속 참가(시즌제로 E-RAIN, 배틀로얄 서한-퍼플 모터스포트)
- 장진형-류지혜 매니저가 2시즌 연속으로 동일팀에 소속됨.
- 9세대 엔진을 장착한 카트바디(코튼9)가 최초로 사용된 리그.
- 신인 선수가 많이 참가한 리그.
- 시즌제로와 룰은 동일 (단, 8강풀리그는 1,2세트는 5전3선승제, 3세트 1대1 스피드 개인전 단판)
- 이중대, 박인재 등의 불참과 전대웅의 예선탈락.
- 이은택, 카트리그 2회 연속 우승.
- 이은택 역대5번째이자 아이템전선수최초 2회우승 (종전기록 17차리그,시즌제로(18차리그)우승의박인재)
- 이은택 역대4번째이자 아이템전선수최초 2회연속우승
- 유영혁, 카트리그 2회 연속 준우승.

## 트랙

### 스피드전
| - 비치 해변 드라이브 - 광산 꼬불꼬불 다운힐 - 포레스트 대관령 - 차이나 서안 병마용 - 해적 숨겨진 보물 | - 노르테유 익스프레스 - WKC 브라질 서킷 - WKC 투어링 랠리 - 동화 잠자는 숲속의 거인 |

### 아이템전
| - 광산 뽀글뽀글 용암굴 - 공동묘지 유령의 계곡 - 팩토리 핀저의 위험한 적재소 - 광산 보석 채굴장 - 차이나 상해 동방명주 | - 노르테유 허공의 갈림길 - 아이스 신나는 하프파이프 - 동화 카드왕국의 미로 - 대저택 루이의 서재 |

## 상금
- 총상금 : 4400만원

| - 우승 : 2400만원 - 2위 : 1200만원 - 3위 : 800만원 |

- 시드머니(별도) : 2400만원

## 참가선수
| 그룹        | 팀명                 | 감독   | 매니저         | 선수 (스피드)          | 선수 (아이템) |
| ----------- | -------------------- | ------ | -------------- | ---------------------- | ------------- |
| KSF         | 유베이스 알스타즈    | 이동훈 | 한세린         | 이재인, 한주성, 이다빈 | 이은택        |
| KSF         | 쏠라이트 인디고      | 서주원 | 이성화         | 김승태, 유관영, 최영훈 | 임성준        |
| KSF         | 서한-퍼플 모터스포트 | 김종겸 | 류지혜         | 신동이, 이동훈, 원상원 | 장진형        |
| KSF         | HK록타이트           | 한민관 | 이다희         | 김승래, 조희승, 김정빈 | 박천원        |
| 슈퍼 레이스 | CJ레이싱             | 이화선 | 안도영         | 유영혁, 이준성, 김선우 | 심기훈        |
| 슈퍼 레이스 | 인제 레이싱          | 김동은 | 엄지아         | 문민기, 황선민, 손창익 | 조다훈        |
| 슈퍼 레이스 | 아트라스 BX          | 김중군 | 김시연         | 조성제, 정현우, 박현수 | 김대진        |
| 슈퍼 레이스 | 부스터 범스          | 김범훈 | 이효영, 한수지 | 이동민, 박창규, 권순민 | 신현준        |

## 리그 본선

### 8강 조별 풀리그
A조(KSF 그룹)
- 1위 유베이스 알스타즈 3승 0패
- 2위 서한 퍼플 모터스포트 2승 1패
- 3위 쏠라이트 인디고 1승 2패
- 4위 록타이트 HK 3패

B조(슈퍼 레이스 그룹)
- 1위 CJ 레이싱 2승 1패
- 2위 부스터 범스 2승 1패
- 3위 아트라스 BX 2승 1패
- 4위 인제 레이싱 3패

- 4강 진출 : 유베이스 알스타즈, CJ 레이싱, 서한 퍼플 모터스포트, 부스터 범스

### 4강 이후
|  | 준결승전             | 준결승전  |                  |   | 결승전 | 결승전 |
|  |                      |           |                  |   |        |        |
|  | 슈퍼레이스           |           |                  |   |        |        |
|  |                      |           |                  |   |        |        |
|  | 부스터-범스          | 0         |                  |   |        |        |
|  | 부스터-범스          | 0         |                  |   |        |        |
|  | CJ 레이싱            | 2         |                  |   |        |        |
|  | CJ 레이싱            | 2         | 유베이스알스타즈 | 2 |        |        |
|  | KSF                  |           | 유베이스알스타즈 | 2 |        |        |
|  |                      | CJ 레이싱 | 1                |   |        |        |
|  | 유베이스알스타즈     | CJ 레이싱 | 1                | 2 |        |        |
|  | 유베이스알스타즈     |           |                  | 2 |        |        |
|  | 서한-퍼플 모터스포트 | 1         |                  |   |        |        |
|  | 서한-퍼플 모터스포트 | 1         |                  |   |        |        |

## 대회 결과
- 우승 : 유베이스 알스타즈(이은택, 이재인, 한주성, 이다빈)
- 준우승 : CJ 레이싱(유영혁, 이준성, 김선우, 심기훈)
- 3위 : 서한-퍼플 모터스포트(장진형, 신동이, 원상원, 이동훈)
- 4위 : 부스터-범스(이동민, 박창규, 권순민, 신현준)

## 중계진
- 캐스터 : 성승헌
- 해설 :  정준, 김대겸